# Малая Кучка
 Малая Кучка  — деревня в Малмыжском районе Кировской области. Входит в состав Аджимского сельского поселения.
Между рр. Аджимкой и Шошмой, впадающими в р. Вятку с левой стороны. 

## История
В списках населённых мест Вятской губернии 1859—1873 годов численность населения указывалась как 64 человека, к 1891 г. она уже возрастает до 144 человека.

## Население
| 2010 |
| ---- |
| 4    |

## География
Расстояние до районного центра — 47 км. Высота над уровнем моря — 67 м. Деревня расположена на реке Малая Кучка.